# 꽝바오
꽝바오(베트남어: Quang Bảo / 光寶 광보 / 1555년 ~ 1564년)는 베트남 막 왕조(莫朝) 제4대 군주 선종(宣宗) 막푹응우옌(莫福源)의 세번째 연호이다. 
《대월사기전서》(大越史記全書)에는 1554년에서 1561년까지 사용한 기록이 있으며, 《대월통사》(大越通史)에는 1554년에서 1564년년까지 사용한 기록이 있다. 그러나, 《중수영성사비명》(重修靈感寺碑銘)과 《오주근록》(烏州近錄)의 기록과 비교해보면 개원 시기가 오기되었음을 알 수 있다. 그리고, 《대월통사》(大越通史)와 《명사》(明史) 안남전(安南傳)의 기록을 비교해 보면 가정 43년(1564년)에 막푹응우옌이 죽고 막머우헙이 계승하였다는 기록이 적혀있으며, 대월사기전서의 찐찌 4년(1561년)의 기록이 오기 임을 알 수 있다. 그러므로, 연호 사용년도는 을묘년(1555년)에서 갑자년(1564년)으로 추측 할 수 있다.

## 개원 기록
- 《대월사기전서》(大越史記全書) 중종본기(中宗本紀) - 「甲寅, (順平)六年, 莫改景曆爲光寶元年」
- 《대월사기전서》(大越史記全書) 영종본기(英宗本紀) - 「辛酉, (正治)四年, ... , 十二月, 莫福源卒, 子茂洽立, 改元淳福.」
- 《대월통사》(大越通史) 막복원전(莫福源傳) - 「(順平)六年, 福源改其景曆七年爲光寶元年.」
- 《대월통사》(大越通史) 막무흡전(莫茂洽傳) - 「正治七年甲子, 二月, 僣位年甫歲僞改明年元淳福. 」
- 《오주근록》(烏州近錄) - 「景歷, (逆莫福源年號), 乙卯」
- 《중수영성사비명》(重修靈感寺碑銘) - 「光寶三年丁巳九月二十日庚午興功，越十一月三十日己卯告成」
- 《명사》(明史) 안남전(安南傳) - 「(嘉靖)四十三年, 宏瀷(福源)卒, 子茂洽嗣.」

## 연대 대조표
| 꽝바오 | 서기 (西紀) | 간지 (干支) | 후 레 왕조 연호     | 명나라 연호     |
| 원년   | 1555년      | 을묘 (乙卯) | 투언빈(順平) 7년    | 가정(嘉靖) 34년 |
| 2년    | 1556년      | 병진 (丙辰) | 투언빈 8년          | 가정 35년       |
| 3년    | 1557년      | 정사 (丁巳) | 티엔흐우(天祐) 원년 | 가정 36년       |
| 4년    | 1558년      | 무오 (戊午) | 찐찌(正治) 원년     | 가정 37년       |
| 5년    | 1559년      | 기미 (己未) | 찐찌 2년            | 가정 38년       |
| 6년    | 1560년      | 경신 (庚申) | 찐찌 3년            | 가정 39년       |
| 7년    | 1561년      | 신유 (辛酉) | 찐찌 4년            | 가정 40년       |
| 8년    | 1562년      | 임술 (壬戌) | 찐찌 5년            | 가정 41년       |
| 9년    | 1563년      | 계해 (癸亥) | 찐찌 6년            | 가정 42년       |
| 10년   | 1564년      | 갑자 (甲子) | 찐찌 7년            | 가정 43년       |

## 동시대 연호

### 베트남
후 레 왕조(後黎朝)
- 투언빈(順平) (1549년 ~ 1556년)
- 티엔흐우(天佑) (1557년)
- 찐찌(正治) (1558년 ~ 1571년)

### 중국
명(明)
- 가정(嘉靖) (1522년 ~ 1566년)

### 일본
- 덴분(天文) (1532년 ~ 1555년)
- 고지(弘治) (1555년 ~ 1558년)
- 에이로쿠(永祿) (1558년 ~ 1570년)

## 같이 보기
- 베트남의 연호